# 1374
Năm 1374 là một năm trong lịch Julius.